# Isztambul villamosvonal-hálózata

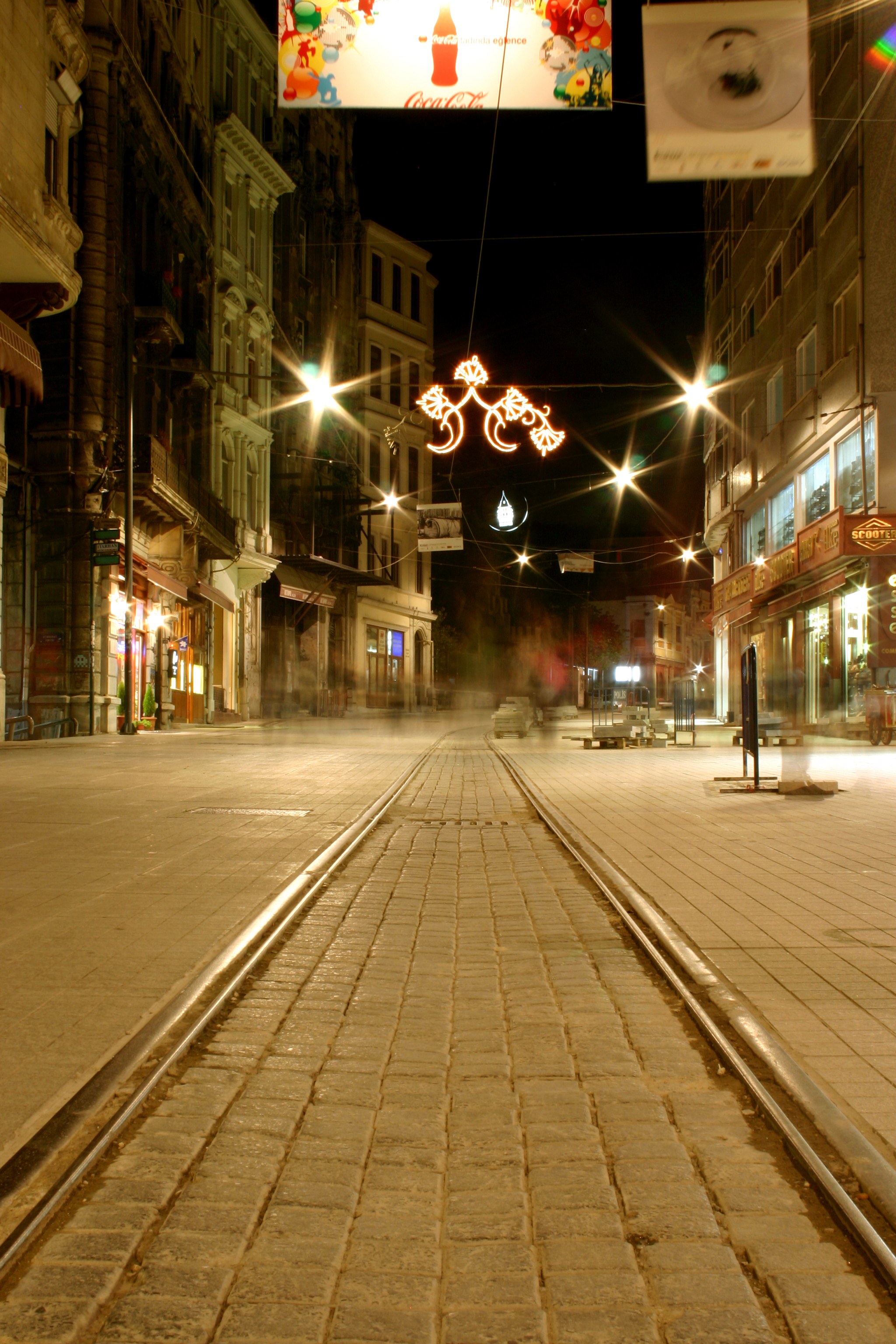
Villamossínek az Istiklal sugárúton

Isztambul villamoshálózatának története 1871-ben kezdődött, ekkor épült meg Azapkapı és Beşiktaş között az első lóvasút. Az Oszmán Birodalom idejében (1912-ig) összesen hét fő útvonalon közlekedhettek a lakosok, 1914-ben jelentek meg a városban az első, elektromos árammal üzemeltetett villamosok. Az 1950-es évekre már 130 km hosszú villamospálya volt a város területén. Az ’50-es évek rohamos építkezései, várostervezése, az úthálózat és a trolibuszok megjelenése fokozatosan kiszorította a villamosközlekedést, a legtöbb villamosvonalat felszámolták és autóutakat építettek a helyükre.
Isztambulban két fő, hagyományos értelemben vett villamosútvonal található, ezt kiegészíti az İstiklal sugárúton haladó nosztalgiavillamos, az ázsiai oldal T3-as jelű nosztalgiavillamosa, illetve a városi vasúthálózat.

## Története

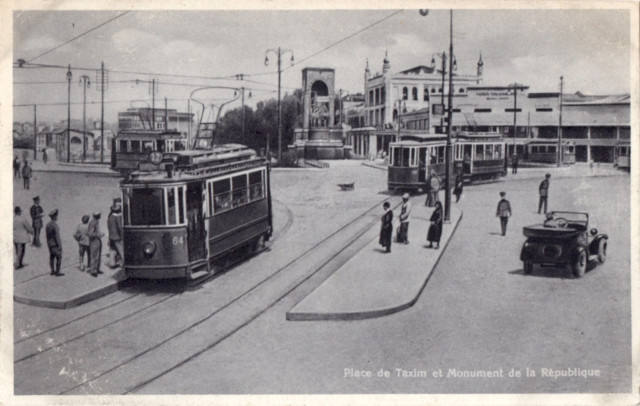
Villamos Isztambulban az 1920-as években

Az isztambuli tömegközlekedés története 1869-ben kezdődött, ekkor alapították meg a Dersaadet Tramvay Şirketi elnevezésű vállalatot, melynek feladata az állati erővel vontatott vasút kiépítése volt; a cég 40 évre megkapta az üzemeltetési jogot is. Az első négy útvonalat a város legsűrűbben lakott területeire tervezték, az összesen 45 jármű a következő viszonylatokban közlekedett:
- Azapkapısı–Galata–Beşiktaş–Ortaköy (1872. július)
- Eminönü–Divanyolu–Beyazıt–Aksaray (1872. december)
- Aksaray–Samatya–Yedikule (1873)
- Aksaray–Topkapı (1874)

1874-ben készült el a Galatát Beyoğluval összekötő, a budavári siklóhoz hasonló tünel, a tömegközlekedés fejlesztésének második lépcsőjeként.
1883-tól kezdődően újabb két viszonylattal bővült a hálózat:
- Galata–Şişli (1883)
- Galata–Tatavla (1885)

Egy harmadik, Eminönü és Eyüp között közlekedő vonalat is terveztek, ez azonban nem valósult meg.
Az 1912-ben kezdődött első Balkán-háború idején az országnak minden igásállatra szüksége volt, így a tömegközlekedésbe befogott lovakat is elvitték, a város csaknem egy évig tömegközlekedés nélkül maradt. Ez utat nyitott az elektromos árammal üzemeltetett villamosok megjelenésének, melyeket Európában máshol már használtak. 1914-ben megépült az az állomás, mely elektromos árammal látta el a villamoshálózatot. 1928-ban a város ázsiai oldalán is megjelentek a villamosok, az ’50-es évekre már 130 km hosszúságú villamos sínpálya szelte át a várost. 1966-ra a Boszporusz mindkét oldaláról felszedték a villamossíneket.
1956-tól nagyszabású építkezések kezdődtek, felújították a meglévő közutakat, új bulvárok, sétányok, lakóépületek és középületek készültek el, a személygépkocsik elterjedése és a közúthálózat bővülése háttérbe szorította a villamosokat, megjelentek helyettük a trolibuszok és a dolmuşok.

## Vonalak

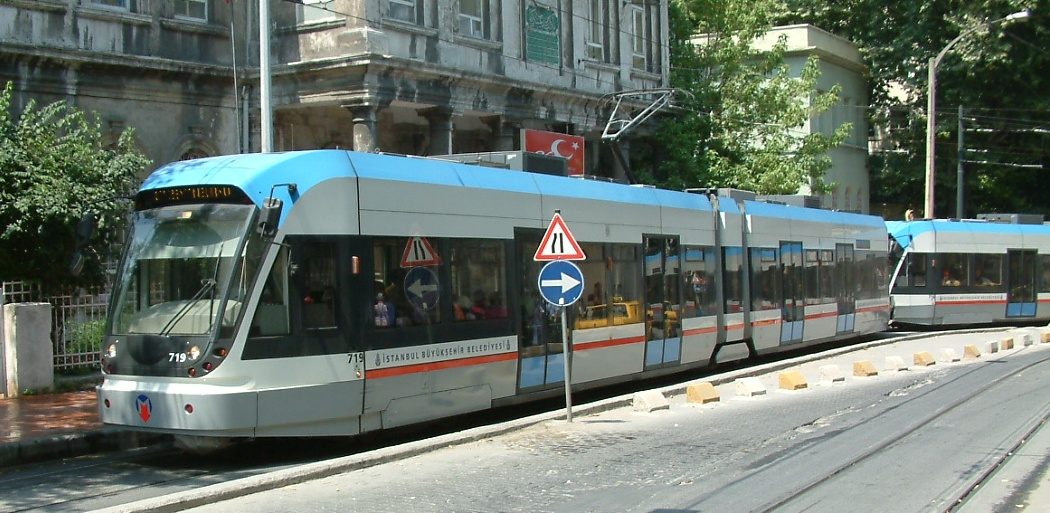
Flexity Swift típusú villamosszerelvény Isztambulban

Isztambul zsúfolt közlekedésének enyhítése érdekében az 1990-es évek elején újból megkezdődtek az építkezések, és új villamosvonalakat telepítettek. 2003-ban a Bombardier Transportation Flexity Swift elnevezésű alacsony padlós szerelvényeit kezdték el üzembe helyezni a városban.

### T1: Kabataş–Bağcılar
A T1 jelzésű villamosvonalat öt lépcsőben adták át az utazóközönségnek, a Sirkeci–Aksaray–Topkapı rész 1992-re készült el, a Topkapı–Zeytinburnu szakaszt 1994 márciusában adták át, a Sirkeci és Eminönü közötti szakaszt 1996 áprilisában nyitották meg, 2005. január 30-án utazhattak először Fındıklı megállóig, 2006-ban pedig megnyílt a negyedik szakasz is, melynek végállomása Kabataş volt, ahol a Taksim–Kabataş gyorssikló (funiküler) végállomásának peronja is található, így a villamosról azonnal át lehet szállni a földalattira is.

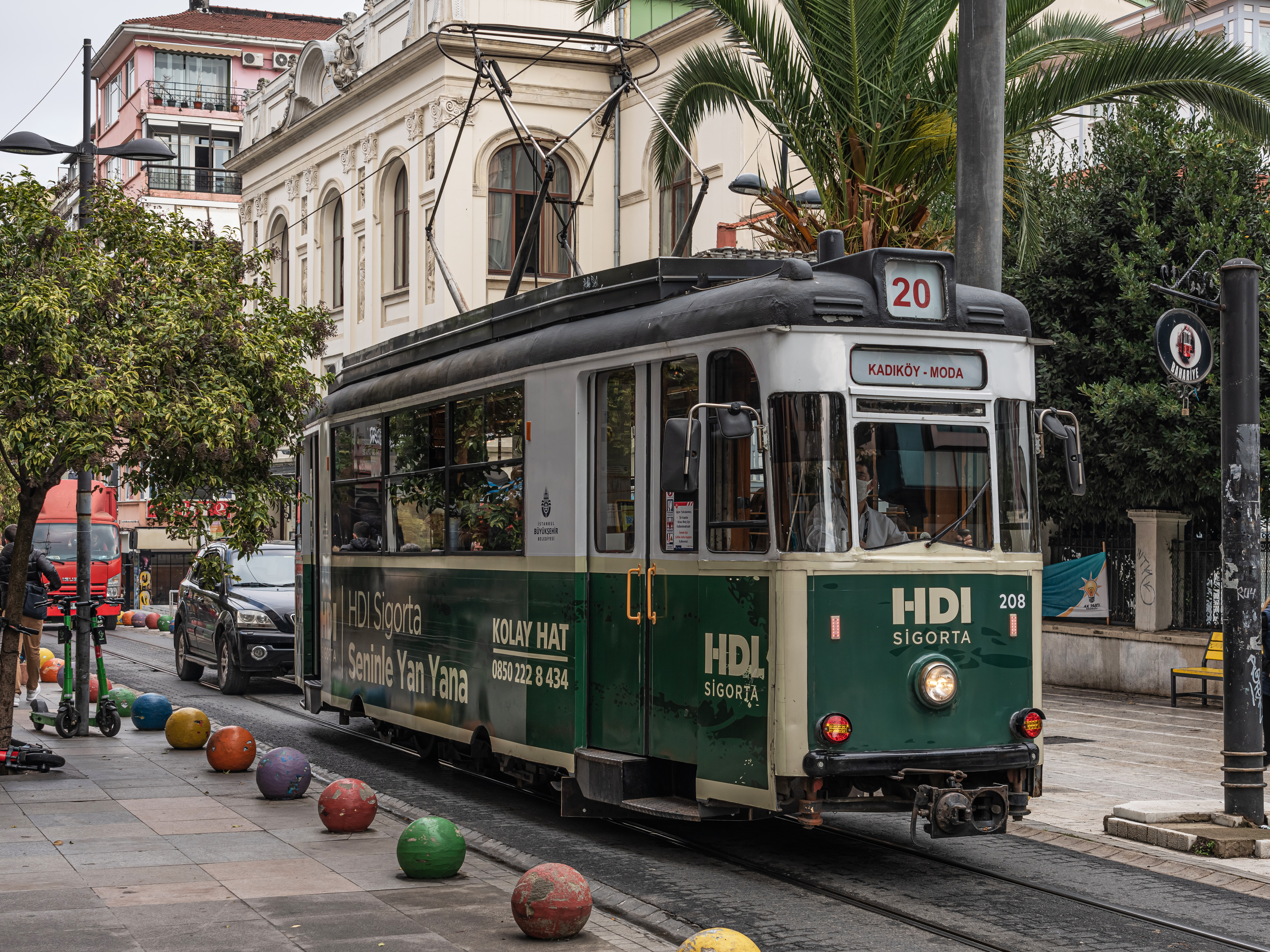
Gotha T57 sorozatú villamosszerelvény a Kadıköy-Moda útvonalon

A 2006-ban megnyitott Güngören–Bağcılar T2 viszonylat a T1 villamosvonallal és az M1-es metróvonallal közvetlen összeköttetésben volt. A viszonylat 5,2 km-es volt, 9 megállóval; a távot az öt percenként közlekedő szerelvények 28 perc alatt tették meg és naponta negyvenezer utast szállítottak. A vonalon 14, ABB-SGP típusú szerelvény közlekedett.
A két vonalat 2011-ben összevonták, összesen 31 állomást szolgál ki és 18,5 km hosszú. 92 kocsival közlekednek a járatok, melyek 65 perc alatt teszik meg az utat. Csúcsidőben kétpercenként járnak és naponta 320 000 utast szolgálnak ki.

### T3: Kadıköy–Moda
A T3 jelzésű villamosvonal Isztambul ázsiai oldalán, Kadıköy és Moda között közlekedik, a vonal körív alakú, 2,6 kilométer hosszú, 10 megállóval, melyet 20 perc alatt tesznek meg a Tatra GT6 típusú szerelvények (korábban Gotha T57 típusúak). Összesen négy ilyen kocsi közlekedik a vonalon, melyek naponta 1800 főt szállítanak. Csúcsidőben 10 percenként közlekednek.

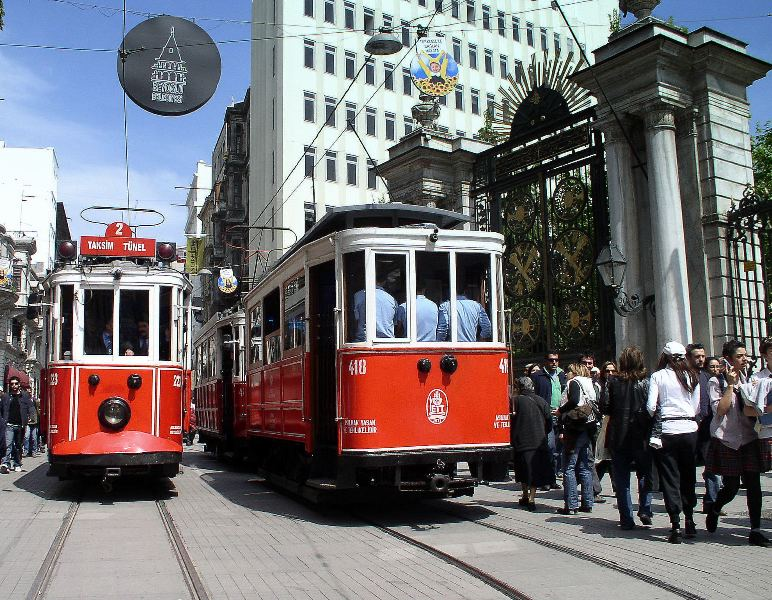
Nosztalgiavillamosok a Galatasaray Középiskola kapuja előtt

### T4: Mescid-i Selam – Topkapı
A járatot 12,4 km-es vonalon, 2007 szeptemberében adták át az utasoknak, 2009-ben bővítették, így összesen 15,3 km hosszú. 22 állomása van, 7 állomás föld alatti. A vonalon 78, ABB-SGP típusú jármű közlekedik, melyek 42 perc alatt teszik meg a távot, naponta 95 000 embert szállítanak. Bár a vonal villamosvonalként van feltüntetve, A T4 a pálya kiépítése és a szerelvények kapacitása alapján inkább városi gyorsvasútként definiálható, mint hagyományos értelemben vett villamosként.

### Nosztalgiavillamos
Az autós forgalom elől elzárt İstiklal sugárúton, 1870 méteres, Taksim tér és a tünel állomása közötti útvonalon közlekedő, felújított nosztalgiavillamost 1990-ben állították forgalomba, 20 percenként közlekedik. A kocsi 1926-ban készült, ezzel a világ legrégebbi, menetrend szerint, folyamatosan közlekedő villamosa. A T3 vonal is nosztalgiavillamosnak számít a régi szerelvények miatt.

## Lásd még
- Isztambul vasúti közlekedése